# Douzième district congressionnel de Californie
 (juin 2022).
La mise en forme du texte ne suit pas les recommandations de Wikipédia : il faut le « wikifier ».
Les points d'amélioration suivants sont les cas les plus fréquents :
- Les titres sont pré-formatés par le logiciel. Ils ne sont ni en capitales, ni en gras.
- Le texte ne doit pas être écrit en capitales (les noms de famille non plus), ni en gras, ni en italique, ni en « petit »…
- Le gras n'est utilisé que pour surligner le titre de l'article dans l'introduction, une seule fois.
- L'italique est rarement utilisé : mots en langue étrangère, titres d'œuvres, noms de bateaux, etc.
- Les citations ne sont pas en italique mais en corps de texte normal. Elles sont entourées par des guillemets français : « et ».
- Les listes à puces sont à éviter, des paragraphes rédigés étant largement préférés. Les tableaux sont à réserver à la présentation de données structurées (résultats, etc.).
- Les appels de note de bas de page (petits chiffres en exposant, introduits par l'outil «  Source ») sont à placer entre la fin de phrase et le point final[comme ça].
- Les liens internes (vers d'autres articles de Wikipédia) sont à choisir avec parcimonie. Créez des liens vers des articles approfondissant le sujet. Les termes génériques sans rapport avec le sujet sont à éviter, ainsi que les répétitions de liens vers un même terme.
- Les liens externes sont à placer uniquement dans une section « Liens externes », à la fin de l'article. Ces liens sont à choisir avec parcimonie suivant les règles définies. Si un lien sert de source à l'article, son insertion dans le texte est à faire par les notes de bas de page.
- La présentation des références doit suivre les conventions bibliographiques. Il est recommandé d'utiliser les modèles {{Ouvrage}}, {{Chapitre}}, {{Article}}, {{Lien web}} et/ou {{Bibliographie}}. Le mode d'édition visuel peut mettre en forme automatiquement les références.
- Insérer une infobox (cadre d'informations à droite) n'est pas obligatoire pour parachever la mise en page.

Pour une aide détaillée, merci de consulter Aide:Wikification.
Si vous pensez que ces points ont été résolus, vous pouvez retirer ce bandeau et améliorer la mise en forme d'un autre article.
Le 12e district congressionnel de Californie est un district du nord de la Californie. Barbara Lee, Démocrate, représente le district depuis janvier 2023.
Actuellement, le 12e district est situé dans le Comté d'Alameda et comprend les villes d'Oakland, Berkeley, Emeryville, Alameda, Albany, Piedmont et la majeure partie de San Leandro. Avec un indice CPVI de D+40, le 12e district est le district le plus démocrate de Californie et des États-Unis, donnant près de 90 % de ses voix aux démocrates lors des élections présidentielles de 2016 et de 2020,.
Avant le redécoupage en 2023, le 12e district faisait partie de San Francisco et englobait la majeure partie de la ville. Le reste de la ville était inclus dans le 14e district.

## Histoire
Lorsque le district a été créé après le recensement de 1930, il était situé dans le Comté de Los Angeles. Au fur et à mesure que la population de la Californie augmentait, cependant, le district a finalement été déplacé vers le nord, jusqu'à la péninsule de San Francisco.
Richard Nixon, qui deviendra par la suite la 37e Speaker des États-Unis, a représenté ce district de 1947 à 1951. Nancy Pelosi, l'actuelle Présidente de la Chambre, est l'actuelle Représentante du district. Elle avait auparavant représenté le 8e district congressionnel de Californie de 1993 à 2013.

## Géographie
| # | Comté   | Siège   | Population |
| - | ------- | ------- | ---------- |
| 1 | Alameda | Oakland | 1 622 188  |

En raison du redécoupage de 2020, le 12e district de Californie a effectivement été déplacé vers l'ancienne géographie du 13e district. Il englobe la partie côtière d'Alameda et est ancré à Oakland. Ce district borde le 12e district et le Comté d'Alameda est divisé entre eux par Grant Ave, Union Pacific, Lewelling Blvd, Wicks Blvd, Manor Blvd, Juniper St, Dayton Ave, Padre Ave, Fargo Ave, Edgemoor St, Trojan Ave, Beatty St. , rue Fleming, autoroute 880, boulevard Floresta, promenade Halcyon, boulevard Hesperian, promenade Thornally, autoroute 185, 150e avenue, autoroute 580, promenade Benedict, ruisseau San Leandro et parc régional du lac Chabot. Aux côtés d'Oakland, le 12e district comprend les villes d'Alameda, Albany, Berkeley, Emeryville, Piedmont et San Leandro. Techniquement, la pointe la plus occidentale de l’île d’Alameda fait partie de la ville et du Comté de San Francisco. Elle est cependant inhabitée.

### Villes
- Oakland - 440 646
- Berkeley - 124 321
- San Leandro - 91 008
- Alameda - 78 280
- Albany - 20 271
- Emeryville - 12 905
- Piedmont - 11 270

## Historique de vote
| Année | Poste      | Résultats                       |
| ----- | ---------- | ------------------------------- |
| 1992  | Président  | Clinton 58,0 % - 27,0 %         |
| 1992  | Sénateur   | Feinstein 70,0 % - 26,0 %       |
| 1992  | Sénateur   | Boxer 62,0 % - 31,0 %           |
| 1994  | Gouverneur | Wilson 53,0 % - 44,0 %          |
| 1994  | Sénateur   | Feinstein 67,0 % - 27,0 %       |
| 1996  | Président  | Clinton 70,0 % - 21,0 %         |
| 1998  | Gouverneur | Davis 71,0 % - 26,0 %           |
| 1998  | Sénateur   | Boxer 65,0 % - 33,0 %           |
| 2000  | Président  | Gore (D) 67,0 % - 27,0 %        |
| 2000  | Sénateur   | Feinstein 68,0 % - 25,0 %       |
| 2002  | Gouverneur | Davis 60,0 % - 27,0 %           |
| 2003  | Recall,    | Non 66,0 % - 34,0 %             |
| 2003  | Recall,    | Bustamante (en) 47,0 % - 32,0 % |
| 2004  | Président  | Kerry 72,0 % - 27,0 %           |
| 2004  | Sénateur   | Boxer 73,0 % - 24,0 %           |
| 2006  | Gouverneur | Angelides (en) 51.0 - 44,0 %    |
| 2006  | Sénateur   | Feinstein 77,0 % - 18,0 %       |
| 2008  | Président  | Barack Obama 74,0 % - 24,0 %    |
| 2010  | Gouverneur | Brown 68,0 % - 29,0 %           |
| 2010  | Sénateur   | Boxer 68,0 % - 28,0 %           |
| 2012  | Gouverneur | Obama 84,0 % - 13,0 %           |
| 2012  | Sénateur   | Feinstein 89,0 % - 11,0 %       |
| 2014  | Gouverneur | Brown 89,0 % - 11,0 %           |
| 2016  | Président  | Clinton 86,0 % - 9,0 %          |
| 2016  | Sénateur   | Harris 78,0 % - 22,0 %          |
| 2018  | Gouverneur | Newsom 87,0 % - 13,0 %          |
| 2018  | Sénateur   | Feinstein 64,0 % - 36,0 %       |
| 2020  | Président  | Biden 86,0 % - 11,0 %           |
| 2021  | Recall     | Non 86,0 % - 13,0 %             |
| 2022  | Gouverneur | Newsom 90,1 % - 9,9 %           |
| 2022  | Sénat      | Padilla 90,7 % - 9,3 %          |

## Liste des Représentants du district
| Membre                       | Parti       | Année                             | Congrès     | Histoire électorale | Zone géographique,                                                                                        |
| ---------------------------- | ----------- | --------------------------------- | ----------- | --- | --- |
| District créé le 4 mars 1933 |             |                                   |             | | |
| John H. Hoeppel (en)         | Démocrate   | 4 mars 1933 - 3 janvier 1937      | 73e , 74e   | Élu en 1932. Réélu en 1934. Perds sa renomination | 1933–1953 Partie Est de Los Angeles (Pasadena, Pomona, Whittier)                                          |
| Jerry Voorhis                | Démocrate   | 3 janvier 1937 - 3 janvier 1947   | 75e - 79e   | Élu en 1936. Réélu en 1938. Réélu en 1940. Réélu en 1942. Réélu en 1944. Perds sa réélection.                                                                                                | 1933–1953 Partie Est de Los Angeles (Pasadena, Pomona, Whittier)                                          |
| Richard Nixon                | Républicain | 3 janvier 1947 - 30 novembre 1950 | 80e , 81e   | Élu en 1946. Réélu en 1948. Retrait pour se présenter comme Sénateur des États-Unis. Démissionne lorsqu'élu.                                                                                 | 1933–1953 Partie Est de Los Angeles (Pasadena, Pomona, Whittier)                                          |
| Vacant                       | Vacant      | 30 novembre 1950 - 3 janvier 1951 | 81e         | | 1933–1953 Partie Est de Los Angeles (Pasadena, Pomona, Whittier)                                          |
| Patrick J. Hillings          | Républicain | 3 janvier 1951 - 3 janvier 1953   | 82e         | Élu en 1950. Redécoupage vers le 25e district. | 1933–1953 Partie Est de Los Angeles (Pasadena, Pomona, Whittier)                                          |
| Allan O. Hunter (en)         | Républicain | 3 janvier 1953 - 3 janvier 1955   | 83e         | Redécoupage depuis le 9e district et réélu en 1952. Perds sa réélection. | 1953–1963 Fresno, Madera, Merced                                                                          |
| B. F. Sisk (en)              | Démocrate   | 3 janvier 1955 - 3 janvier 1963   | 84e - 87e   | Élu en 1954. Réélu en 1956. Redécoupage vers le 16e district. | 1953–1963 Fresno, Madera, Merced                                                                          |
| Burt Talcott (en)            | Républicain | 3 janvier 1963 - 3 janvier 1975   | 88e - 93e   | Élu en 1962. Réélu en 1964. Réélu en 1966. Réélu en 1968. Réélu en 1970. Réélu en 1972. Redécoupage vers le 16e district.                                                                    | 1963–1967 Monterey, San Benito, San Luis Obispo, Santa Cruz                                               |
| Burt Talcott (en)            | Républicain | 3 janvier 1963 - 3 janvier 1975   | 88e - 93e   | Élu en 1962. Réélu en 1964. Réélu en 1966. Réélu en 1968. Réélu en 1970. Réélu en 1972. Redécoupage vers le 16e district.                                                                    | 1967–1973 Kings, Monterey, San Luis Obispo, Santa Cruz                                                    |
| Burt Talcott (en)            | Républicain | 3 janvier 1963 - 3 janvier 1975   | 88e - 93e   | Élu en 1962. Réélu en 1964. Réélu en 1966. Réélu en 1968. Réélu en 1970. Réélu en 1972. Redécoupage vers le 16e district.                                                                    | 1973–1975 Monterey, San Benito, San Luis Obispo (partie Nord-Ouest), Santa Clara (Partie Sud), Santa Cruz |
| Pete McCloskey (en)          | Républicain | 3 janvier 1975 - 3 janvier 1983   | 94e - 97e   | Redécoupage depuis le 17e district et réélu en 1974. Réélu en 1976. Réélu en 1978. Réélu en 1980. Retrait pour se présenter comme Sénateur des États-Unis.                                   | 1975–1983 San Mateo (partie Sud), Santa Clara (partie Nord)                                               |
| Ed Zchau                     | Républicain | 3 janvier 1975 - 3 janvier 1983   | 98e , 99e   | Élu en 1982. Réélu en 1984. Retrait pour se présenter comme Sénateur des États-Unis. | 1983–1993 San Mateo (partie Sud), Santa Clara (partie Nord), Santa Cruz                                   |
| Ernie Konnyu (en)            | Républicain | 3 janvier 1987 - 3 janvier 1989   | 100e        | Élu en 1986. Perds sa renomination. | 1983–1993 San Mateo (partie Sud), Santa Clara (partie Nord), Santa Cruz                                   |
| Tom Campbell (en)            | Républicain | 3 janvier 1989 - 3 janvier 1993   | 101e , 102e | Élu en 1988. Réélu en 1990. Retrait pour se présenter comme Sénateur des États-Unis. | 1983–1993 San Mateo (partie Sud), Santa Clara (partie Nord), Santa Cruz                                   |
| Tom Lantos                   | Démocrate   | 3 janvier 1993 - 11 février 2008  | 103e - 110e | Redécoupage depuis le 11e district et réélu en 1992. Réélu en 1994. Réélu en 1996. Réélu en 1998. Réélu en 2000. Réélu en 2002. Réélu en 2004. Réélu en 2006. Annonce son retrait et décède. | 1993–2003 San Francisco (partie Sud-Ouest), San Mateo (partie Nord)                                       |
| Tom Lantos                   | Démocrate   | 3 janvier 1993 - 11 février 2008  | 103e - 110e | Redécoupage depuis le 11e district et réélu en 1992. Réélu en 1994. Réélu en 1996. Réélu en 1998. Réélu en 2000. Réélu en 2002. Réélu en 2004. Réélu en 2006. Annonce son retrait et décède. | 2003–2013 San Francisco (partie Sud-Ouest), San Mateo (partie Nord)                                       |
| Vacant                       | Vacant      | 11 février 2008 - 8 avril 2008    | 110e        | | |
| Jackie Speier                | Démocrate   | 8 avril 2008 - 3 janvier 2013     | 110e - 112e | Élue pour terminer le mandat de Lanto. Réélu en 2008. Réélu en 2010. Redécoupage vers le 14e district.                                                                                       | |
| Nancy Pelosi                 | Démocrate   | 3 janvier 2013 - 3 janvier 2023   | 113e - 117e | Redécoupage depuis le 8e district et réélue en 2012. Réélue en 2014. Réélue en 2016. Réélue en 2018. Réélue en 2020. Redécoupage vers le 11e district.                                       | 2013–2023 Majorité de San Francisco                                                                       |
| Barbara Lee                  | Démocrate   | 3 janvier 2023 - 3 janvier 2025   | 118e        | Redécoupage depuis le 13e district et réélue en 2022. Retrait pour se présenter comme sénatrice des États-Unis.                                                                              | 2023–présent Partie nord-ouest du comté d'Alameda                                                         |
| Lateefah Simon               | Démocrate   | 3 janvier 2025 - en cours         | 119e        | Élue en 2024. | 2023–présent Partie nord-ouest du comté d'Alameda                                                         |

## Résultats des précédentes élections
Voici les résultats des dix précédents cycles électoraux dans le district.

### 2004
| Élection de 2004 du 12e district congressionnel de Californie | Élection de 2004 du 12e district congressionnel de Californie | Élection de 2004 du 12e district congressionnel de Californie | Élection de 2004 du 12e district congressionnel de Californie | Élection de 2004 du 12e district congressionnel de Californie |
| ------------------------------------------------------------- | ------------------------------------------------------------- | ------------------------------------------------------------- | ------------------------------------------------------------- | ------------------------------------------------------------- |
| Parti                                                         | Parti                                                         | Candidat                                                      | Votes                                                         | %                                                             |
|                                                               | Démocrate                                                     | Tom Lantos (sortant)                                          | 171 852                                                       | 68.1%                                                         |
|                                                               | Républicain                                                   | Mike Garza                                                    | 52 593                                                        | 20.8%                                                         |
|                                                               | Vert                                                          | Pat Green                                                     | 23 038                                                        | 9.1%                                                          |
|                                                               | Libertarien                                                   | Harland Harrison                                              | 5116                                                          | 2.0%                                                          |
| Total des votes                                               | Total des votes                                               | Total des votes                                               | 252 599                                                       | 100%                                                          |
|                                                               | Les Démocrates conservent                                     |                                                               |                                                               |                                                               |

### 2006
| Élection de 2006 du 12e district congressionnel de Californie | Élection de 2006 du 12e district congressionnel de Californie | Élection de 2006 du 12e district congressionnel de Californie | Élection de 2006 du 12e district congressionnel de Californie | Élection de 2006 du 12e district congressionnel de Californie |
| ------------------------------------------------------------- | ------------------------------------------------------------- | ------------------------------------------------------------- | ------------------------------------------------------------- | ------------------------------------------------------------- |
| Parti                                                         | Parti                                                         | Candidat                                                      | Votes                                                         | %                                                             |
|                                                               | Démocrate                                                     | Tom Lantos (sortant)                                          | 136 650                                                       | 76.1%                                                         |
|                                                               | Républicain                                                   | Michael J. Moloney                                            | 43 674                                                        | 23.9%                                                         |
| Total des votes                                               | Total des votes                                               | Total des votes                                               | 182 324                                                       | 100%                                                          |
|                                                               | Les Démocrates conservent                                     |                                                               |                                                               |                                                               |

### 2008 (Spéciale)
| Élection Spéciale de 2008 du 12e district congressionnel de Californie | Élection Spéciale de 2008 du 12e district congressionnel de Californie | Élection Spéciale de 2008 du 12e district congressionnel de Californie | Élection Spéciale de 2008 du 12e district congressionnel de Californie | Élection Spéciale de 2008 du 12e district congressionnel de Californie |
| ---------------------------------------------------------------------- | ---------------------------------------------------------------------- | ---------------------------------------------------------------------- | ---------------------------------------------------------------------- | ---------------------------------------------------------------------- |
| Parti                                                                  | Parti                                                                  | Candidat                                                               | Votes                                                                  | %                                                                      |
|                                                                        | Démocrate                                                              | Jackie Speier                                                          | 66 279                                                                 | 76.90%                                                                 |
|                                                                        | Républicain                                                            | Greg Conlon                                                            | 7990                                                                   | 9.27%                                                                  |
|                                                                        | Démocrate                                                              | Michelle McMurry                                                       | 4546                                                                   | 5.27%                                                                  |
|                                                                        | Républicain                                                            | Michael J. Moloney                                                     | 4517                                                                   | 5.24%                                                                  |
|                                                                        | Vert                                                                   | Barry Hermanson                                                        | 1947                                                                   | 2.26%                                                                  |
|                                                                        | Libertarien                                                            | Kevin Peterson (write-in)                                              | 11 006                                                                 | 7.1%                                                                   |
| Total des votes                                                        | Total des votes                                                        | Total des votes                                                        | 86 184                                                                 | 100%                                                                   |
|                                                                        | Les Démocrates conservent                                              |                                                                        |                                                                        |                                                                        |

### 2008
| Élection de 2008 du 12e district congressionnel de Californie | Élection de 2008 du 12e district congressionnel de Californie | Élection de 2008 du 12e district congressionnel de Californie | Élection de 2008 du 12e district congressionnel de Californie | Élection de 2008 du 12e district congressionnel de Californie |
| ------------------------------------------------------------- | ------------------------------------------------------------- | ------------------------------------------------------------- | ------------------------------------------------------------- | ------------------------------------------------------------- |
| Parti                                                         | Parti                                                         | Candidat                                                      | Votes                                                         | %                                                             |
|                                                               | Démocrate                                                     | Jackie Speier (sortante)                                      | 200 442                                                       | 75.2%                                                         |
|                                                               | Républicain                                                   | Greg Conlon                                                   | 49 258                                                        | 18.5%                                                         |
|                                                               | Paix et Liberté                                               | Nathalie Hrizi                                                | 5793                                                          | 2.2%                                                          |
|                                                               | Vert                                                          | Barry Hermanson                                               | 5776                                                          | 2.1%                                                          |
|                                                               | Libertarien                                                   | Kevin Dempsey Peterson                                        | 5584                                                          | 2.0%                                                          |
| Total des votes                                               | Total des votes                                               | Total des votes                                               | 266 853                                                       | 100%                                                          |
|                                                               | Les Démocrates conservent                                     |                                                               |                                                               |                                                               |

### 2010
| Élection de 2010 du 12e district congressionnel de Californie | Élection de 2010 du 12e district congressionnel de Californie | Élection de 2010 du 12e district congressionnel de Californie | Élection de 2010 du 12e district congressionnel de Californie | Élection de 2010 du 12e district congressionnel de Californie |
| ------------------------------------------------------------- | ------------------------------------------------------------- | ------------------------------------------------------------- | ------------------------------------------------------------- | ------------------------------------------------------------- |
| Parti                                                         | Parti                                                         | Candidat                                                      | Votes                                                         | %                                                             |
|                                                               | Démocrate                                                     | Jackie Speier (sortante)                                      | 152 044                                                       | 75.6%                                                         |
|                                                               | Républicain                                                   | Michael J. Moloney                                            | 44 475                                                        | 22.2%                                                         |
|                                                               | Libertarien                                                   | Maad Abu-Ghazalah                                             | 4611                                                          | 2.2%                                                          |
|                                                               | Indépendant                                                   | Joseph Michael Harding (write-in)                             | 32                                                            | 0.0%                                                          |
| Total des votes                                               | Total des votes                                               | Total des votes                                               | 201 162                                                       | 100%                                                          |
|                                                               | Les Démocrates conservent                                     |                                                               |                                                               |                                                               |

### 2012
| Élection de 2010 du 12e district congressionnel de Californie | Élection de 2010 du 12e district congressionnel de Californie | Élection de 2010 du 12e district congressionnel de Californie | Élection de 2010 du 12e district congressionnel de Californie | Élection de 2010 du 12e district congressionnel de Californie |
| ------------------------------------------------------------- | ------------------------------------------------------------- | ------------------------------------------------------------- | ------------------------------------------------------------- | ------------------------------------------------------------- |
| Parti                                                         | Parti                                                         | Candidat                                                      | Votes                                                         | %                                                             |
|                                                               | Démocrate                                                     | Nancy Pelosi                                                  | 253 709                                                       | 85.1%                                                         |
|                                                               | Républicain                                                   | John Dennis                                                   | 44 478                                                        | 14.9%                                                         |
| Total des votes                                               | Total des votes                                               | Total des votes                                               | 298 187                                                       | 100%                                                          |
|                                                               | Les Démocrates conservent                                     |                                                               |                                                               |                                                               |

### 2014
| Élection de 2014 du 12e district congressionnel de Californie | Élection de 2014 du 12e district congressionnel de Californie | Élection de 2014 du 12e district congressionnel de Californie | Élection de 2014 du 12e district congressionnel de Californie | Élection de 2014 du 12e district congressionnel de Californie |
| ------------------------------------------------------------- | ------------------------------------------------------------- | ------------------------------------------------------------- | ------------------------------------------------------------- | ------------------------------------------------------------- |
| Parti                                                         | Parti                                                         | Candidat                                                      | Votes                                                         | %                                                             |
|                                                               | Démocrate                                                     | Nancy Pelosi (sortante)                                       | 160 067                                                       | 83.3%                                                         |
|                                                               | Républicain                                                   | John Dennis                                                   | 32 197                                                        | 16.7%                                                         |
| Total des votes                                               | Total des votes                                               | Total des votes                                               | 192 264                                                       | 100%                                                          |
|                                                               | Les Démocrates conservent                                     |                                                               |                                                               |                                                               |

### 2016
| Élection de 2016 du 12e district congressionnel de Californie | Élection de 2016 du 12e district congressionnel de Californie | Élection de 2016 du 12e district congressionnel de Californie | Élection de 2016 du 12e district congressionnel de Californie | Élection de 2016 du 12e district congressionnel de Californie |
| ------------------------------------------------------------- | ------------------------------------------------------------- | ------------------------------------------------------------- | ------------------------------------------------------------- | ------------------------------------------------------------- |
| Parti                                                         | Parti                                                         | Candidat                                                      | Votes                                                         | %                                                             |
|                                                               | Démocrate                                                     | Nancy Pelosi (sortante)                                       | 274 035                                                       | 80.9%                                                         |
|                                                               | Indépendant                                                   | Preston Picus                                                 | 64 810                                                        | 19.1%                                                         |
| Total des votes                                               | Total des votes                                               | Total des votes                                               | 338 845                                                       | 100%                                                          |
|                                                               | Les Démocrates conservent                                     |                                                               |                                                               |                                                               |

### 2018
| Élection de 2018 du 12e district congressionnel de Californie | Élection de 2018 du 12e district congressionnel de Californie | Élection de 2018 du 12e district congressionnel de Californie | Élection de 2018 du 12e district congressionnel de Californie | Élection de 2018 du 12e district congressionnel de Californie |
| ------------------------------------------------------------- | ------------------------------------------------------------- | ------------------------------------------------------------- | ------------------------------------------------------------- | ------------------------------------------------------------- |
| Parti                                                         | Parti                                                         | Candidat                                                      | Votes                                                         | %                                                             |
|                                                               | Démocrate                                                     | Nancy Pelosi (sortante)                                       | 275 292                                                       | 86.8%                                                         |
|                                                               | Républicain                                                   | Lisa Remmer                                                   | 41 780                                                        | 13.2%                                                         |
| Total des votes                                               | Total des votes                                               | Total des votes                                               | 317 072                                                       | 100%                                                          |
|                                                               | Les Démocrates conservent                                     |                                                               |                                                               |                                                               |

### 2020
| Élection de 2020 du 12e district congressionnel de Californie | Élection de 2020 du 12e district congressionnel de Californie | Élection de 2020 du 12e district congressionnel de Californie | Élection de 2020 du 12e district congressionnel de Californie | Élection de 2020 du 12e district congressionnel de Californie |
| ------------------------------------------------------------- | ------------------------------------------------------------- | ------------------------------------------------------------- | ------------------------------------------------------------- | ------------------------------------------------------------- |
| Parti                                                         | Parti                                                         | Candidat                                                      | Votes                                                         | %                                                             |
|                                                               | Démocrate                                                     | Nancy Pelosi (sortante)                                       | 281 776                                                       | 77.6%                                                         |
|                                                               | Démocrate                                                     | Shahid Buttar                                                 | 81 174                                                        | 22.4%                                                         |
| Total des votes                                               | Total des votes                                               | Total des votes                                               | 362 950                                                       | 100%                                                          |
|                                                               | Les Démocrates conservent                                     |                                                               |                                                               |                                                               |

### 2022
La Californie a tenu sa Primaire Jungle le 7 juin 2022, selon ce système de Primaire, tous les candidats sont sur le même bulletin de vote, et les deux arrivés en tête s'affronteront le jour de l'Élection Générale, à savoir le 8 novembre 2022.
| Primaire Jungle 2022 du 12e district congressionnel de Californie | Primaire Jungle 2022 du 12e district congressionnel de Californie | Primaire Jungle 2022 du 12e district congressionnel de Californie | Primaire Jungle 2022 du 12e district congressionnel de Californie | Primaire Jungle 2022 du 12e district congressionnel de Californie |
| ----------------------------------------------------------------- | ----------------------------------------------------------------- | ----------------------------------------------------------------- | ----------------------------------------------------------------- | ----------------------------------------------------------------- |
| Parti                                                             | Parti                                                             | Candidat                                                          | Votes                                                             | %                                                                 |
|                                                                   | Démocrate                                                         | Barbara Lee (sortant)                                             | 135 892                                                           | 87,7                                                              |
|                                                                   | Républicain                                                       | Stephen Slauson                                                   | 8274                                                              | 5,3                                                               |
|                                                                   | Indépendant                                                       | Glenn Kaplan                                                      | 5141                                                              | 3,3                                                               |
|                                                                   | Démocrate                                                         | Eric Wilson                                                       | 3753                                                              | 2,4                                                               |
|                                                                   | Républicain                                                       | Ned Nuerge                                                        | 1902                                                              | 1,2                                                               |

| Élection de 2022 du 12e district congressionnel de Californie | Élection de 2022 du 12e district congressionnel de Californie | Élection de 2022 du 12e district congressionnel de Californie | Élection de 2022 du 12e district congressionnel de Californie | Élection de 2022 du 12e district congressionnel de Californie |
| ------------------------------------------------------------- | ------------------------------------------------------------- | ------------------------------------------------------------- | ------------------------------------------------------------- | ------------------------------------------------------------- |
| Parti                                                         | Parti                                                         | Candidat                                                      | Votes                                                         | %                                                             |
|                                                               | Démocrate                                                     | Barbara Lee (sortant)                                         | 217 110                                                       | 90,5                                                          |
|                                                               | Républicain                                                   | Stephen Slauson                                               | 22 859                                                        | 9,5                                                           |
| Total des votes                                               | Total des votes                                               | Total des votes                                               | 239 969                                                       | 100%                                                          |
|                                                               | Les Démocrates conservent                                     |                                                               |                                                               |                                                               |

### 2024
La Californie a tenu sa Primaire Jungle le 5 mars 2024, selon ce système de Primaire, tous les candidats sont sur le même bulletin de vote, et les deux arrivés en tête s'affronteront le jour de l'Élection Générale, à savoir le 5 novembre 2024.
| Primaire Jungle 2024 du 12e district congressionnel de Californie | Primaire Jungle 2024 du 12e district congressionnel de Californie | Primaire Jungle 2024 du 12e district congressionnel de Californie | Primaire Jungle 2024 du 12e district congressionnel de Californie | Primaire Jungle 2024 du 12e district congressionnel de Californie |
| ----------------------------------------------------------------- | ----------------------------------------------------------------- | ----------------------------------------------------------------- | ----------------------------------------------------------------- | ----------------------------------------------------------------- |
| Parti                                                             | Parti                                                             | Candidat                                                          | Votes                                                             | %                                                                 |
|                                                                   | Démocrate                                                         | Lattefah Simon                                                    | 86 031                                                            | 55,9                                                              |
|                                                                   | Démocrate                                                         | Jennifer Tran                                                     | 22 999                                                            | 14,9                                                              |
|                                                                   | Démocrate                                                         | Tony Daysog                                                       | 17 222                                                            | 11,2                                                              |
|                                                                   | Républicain                                                       | Stephen Slauson                                                   | 9710                                                              | 6,3                                                               |
|                                                                   | Démocrate                                                         | Glenn Kaplan                                                      | 6799                                                              | 4,4                                                               |
|                                                                   | Démocrate                                                         | Eric Wilson                                                       | 4252                                                              | 2,8                                                               |
|                                                                   | Démocrate                                                         | Abdur Sikder                                                      | 2857                                                              | 1,9                                                               |
|                                                                   | Républicain                                                       | Ned Nuerge                                                        | 2535                                                              | 1,6                                                               |
|                                                                   | Démocrate                                                         | Andre Todd                                                        | 1632                                                              | 1,1                                                               |

| Élection de 2024 du 12e district congressionnel de Californie | Élection de 2024 du 12e district congressionnel de Californie | Élection de 2024 du 12e district congressionnel de Californie | Élection de 2024 du 12e district congressionnel de Californie | Élection de 2024 du 12e district congressionnel de Californie |
| ------------------------------------------------------------- | ------------------------------------------------------------- | ------------------------------------------------------------- | ------------------------------------------------------------- | ------------------------------------------------------------- |
| Parti                                                         | Parti                                                         | Candidat                                                      | Votes                                                         | %                                                             |
|                                                               | Démocrate                                                     | Lateefah Simon                                                | 185 176                                                       | 65,4                                                          |
|                                                               | Démocrate                                                     | Jennifer Tran                                                 | 97 849                                                        | 34,6                                                          |
| Total des votes                                               | Total des votes                                               | Total des votes                                               | 283 025                                                       | 100%                                                          |
|                                                               | Les Démocrates conservent                                     |                                                               |                                                               |                                                               |